# Mazda CX-8
La Mazda CX-8 è un crossover SUV compatto prodotto dal 2017 dalla casa automobilistica giapponese Mazda.

## Descrizione

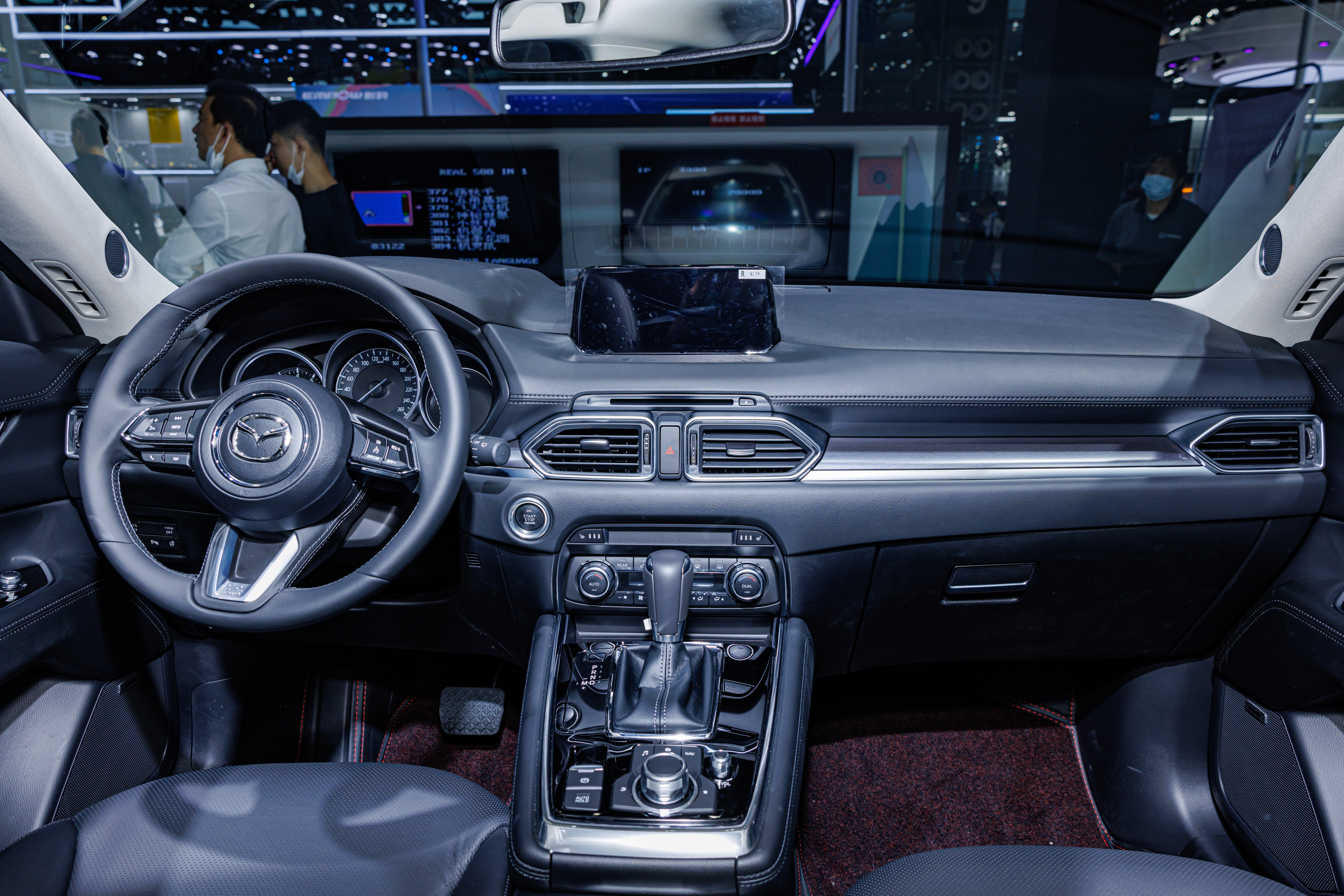
Interni

La CX-8 si posiziona nel listino Mazda come una versione a sette posti della CX-5. Presentata per la prima volta il 14 settembre 2017, la vettura viene venduta oltre che il mercato nipponico, anche in Cina, Oceania e Sud-est asiatico.
Pur riprendendo alcuni elementi con la seconda generazione della CX-9, la CX-8 è più corta di 17 cm e più stretta di 13 cm per conformarsi alle normative giapponesi.
La CX-8 al lancio era disponibile solo con il motore turbodiesel SKYACTIV-D quattro cilindri da 2,2 litri. Nel 2018 è stata resa disponibile una motorizzazioni benzina, loa SKYACTIV-G da 2,5 litri in versione sua aspirata che turbocompressa.